# Jan Best
Jan Gijsbert Pieter Best (Grouw, gemeente Idaarderadeel, 29 augustus 1941 - 19 januari 2023) was een Nederlandse pre- en protohistoricus, auteur en voormalig universitair docent. Hij doceerde oude geschiedenis en mediterrane pre- en protohistorie aan de Universiteit van Amsterdam. 

## Schriftontcijfering
Jan Best was een van de oprichters van de Alverna Research Group, die gespecialiseerd is in de ontcijfering van nog onbekende schriften. Aan de hand van het Egyptisch Hiëroglifisch en zijn reconstructie van het Lineair A en het Kretenzisch Hiëroglifisch, is Best ervan overtuigd het Byblosschrift succesvol te hebben ontcijferd.

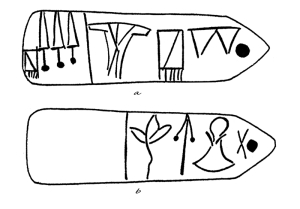
Kleilabel van koning Muwa uit Mallia. Afbeelding uit Het Byblosschrift ontcijferd – In het voetspoor van Willem Glasbergen

Uit reacties op zijn boek Het Byblosschrift ontcijferd blijkt dat het "archeologische wereldje bepaald geen pais en vree is. Bests idee dat het schrift genaamd Lineair A op Kreta ook Semitische kenmerken bezit, stuit op grote weerstand bij vakgenoten die voornamelijk zijn geschoold in de klassieke talen. Zij zien juist Kreta zelf als voedingsbodem voor een geschreven taal."

## Opleiding
In 1966 slaagde Best voor het doctoraalexamen Klassieke Taal- en Letterkunde met als hoofdvak Oude Geschiedenis, bijvakken Grieks en Latijn. In 1969 behaalde hij het doctoraat op het proefschrift Thracian Peltasts and their Influence on Greek Warfare. Vervolgens deed hij in 1974 doctoraalexamen Archeologie met als hoofdvak Culturele Pre- en Protohistorie, bijvakken Klassieke Archeologie en Provinciaal Romeinse Archeologie. Voor deze studies was het resultaat telkens cum laude.

## Werkzaamheden/functies
Van 1962 tot 1991 werkte Best voor de Universiteit van Amsterdam als achtereenvolgens assistent klassieke archeologie, wetenschappelijk hoofdmedewerker oude geschiedenis en coördinator van de vrije studierichting Mediterrane Pre- en Protohistorie. Best had diverse nevenfuncties, waaronder coleider van de opgraving van de nederzettingsheuvel te Djadovo (een Nederlands-Bulgaars-Japans Unesco-project) in Bulgarije van 1975 tot 1979. Van 1980 tot 1984 was hij hoogleraar-secretaris van het internationale comité voor Thracologie 'Wilhelm Tomaschek' onder de 'Association Internationale des Études Sud-Est-Européens' (Unesco-comité AIESEE). Verder was hij in de jaren 80 algemeen adviseur van de tentoonstellingen Het Goud der Thraciërs in Museum Boijmans Van Beuningen te Rotterdam (1984) en De Thracische Koningsschat in de Nieuwe Kerk te Amsterdam (1989).

## Auteurschap
In 1991 was hij medeoprichter en directeur van Najade Press, een uitgeverij die het internationale tijdschrift Thamyris, Mythmaking from Past to Present uitgeeft. Vanaf 2001 wordt het tijdschrift voortgezet in de vorm van een nieuwe serie Thamyris, Intersecting, Place, Sex and Race door uitgeverij Rodopi. Sinds 1992 is Best auteur.
In oktober 2010 verscheen zijn boek Het Byblosschrift ontcijferd – In het voetspoor van Willem Glasbergen bij uitgeverij Bert Bakker. Daarnaast schreef reisboeken voor de Gottmer Uitgevers Groep.